# Rejon Oktiabr
Rejon Oktiabr (kirg. Октябрь району) – rejon w Kirgistanie w mieście wydzielonym Biszkek. W 2009 roku liczył 238 329 mieszkańców (z czego 44,8% stanowili mężczyźni) i obejmował 64 149 gospodarstw domowych.